# Flagge von St. Vincent und den Grenadinen
Die Flagge von St. Vincent und den Grenadinen ist seit dem 12. Oktober 1985 das offizielle Hoheitszeichen des karibischen Inselstaates.

## Beschreibung

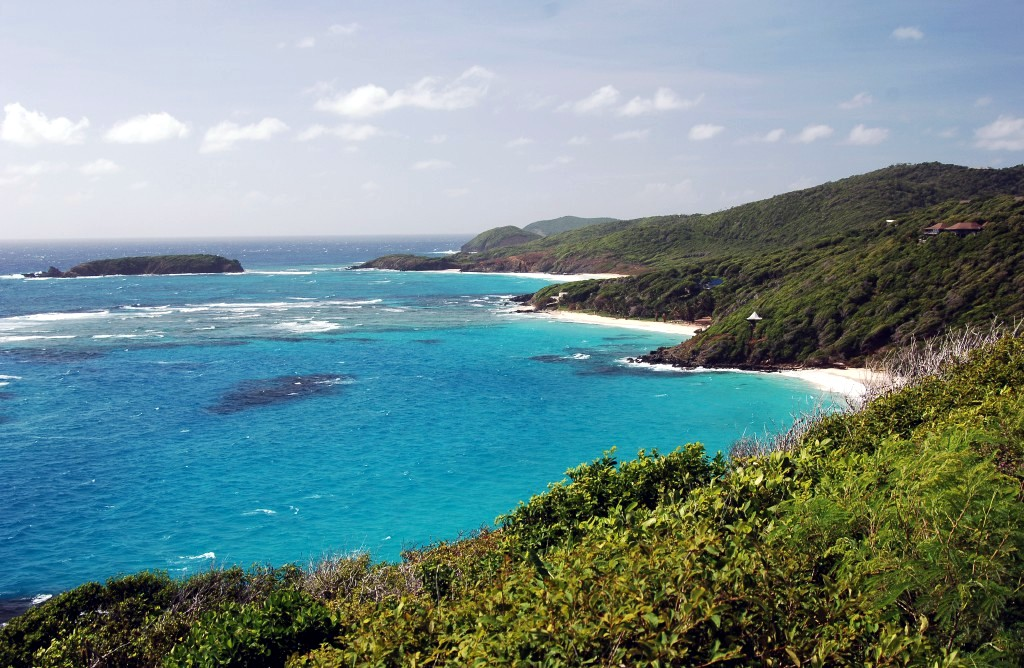
Die Farben der Landschaft finden sich in der Nationalflagge wieder

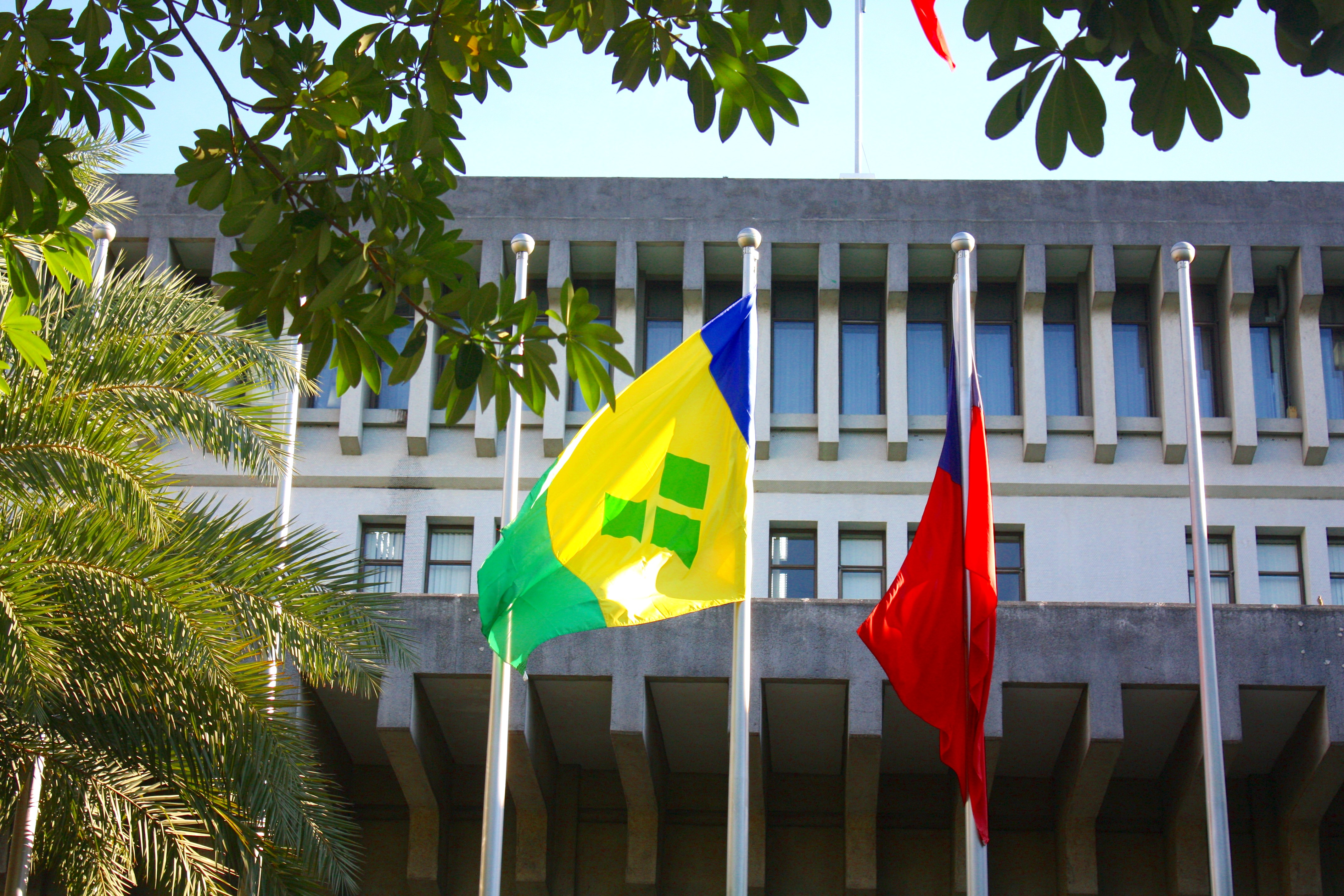
Flagge St. Vincents und der Grenadinen vor dem Außenministerium Taiwans in Taipeh

Die Nationalflagge ist vertikal in drei Streifen eingeteilt; einen schmalen blauen Streifen am Liek, einen schmalen grünen Streifen am fliehenden Ende und einen breiten gelben Streifen in der Mitte. Die Streifen verhalten sich 1:2:1. Auf dem gelben Streifen sind in der Form eines V für St. Vincent drei grüne Rauten angeordnet, die den Spitznamen der Insel – Edelsteine der Antillen – symbolisieren. Blau steht für den Himmel und das Meer, Goldgelb symbolisiert den herzlichen und heiteren Geist der Bevölkerung sowie den goldenen Sand der Grenadinen. Grün repräsentiert die üppige Vegetation, St. Vincents Landwirtschaft und die andauernde Vitalität der Bevölkerung.
Sowohl das Seitenverhältnis der Flagge von 2:3 als auch die Verwendung dieser einen Flagge für alle nationalen Hoheitsaufgaben ist eher ungewöhnlich für eine ehemalige britische Kolonie und Mitglied des Commonwealth.

## Geschichte
Als das Land am 27. Oktober 1975 ein Associated State wurde, behielt man die bisherige britische Kolonialflagge als Nationalflagge bei. Die Blue Ensign mit dem runden Emblem, welches zwei Frauen und das Motto Pax et justitia zeigt, entsprach dem Design vieler anderer britischen Besitzungen und ehemaligen Kolonien.
Zur Unabhängigkeit am 27. Oktober 1979 wurde eine Flagge angenommen, die das ehemalige Kolonialemblem der Inseln auf einem stilisierten Blatt eines Brotfruchtbaumes zeigte. Die Flagge war senkrecht blau-gelb-grün gestreift mit schmalen weißen Trennstreifen dazwischen. Nach einem Regierungswechsel, wurden im März 1985 die weißen Trennstreifen entfernt. Da diese Flagge aber bei der Bevölkerung keinen Anklang fand, wurde beschlossen, eine neue Flagge zu entwerfen. Ein nationaler Wettbewerb brachte aber keine geeignete Variante, weswegen die Regierung einen Schweizer Designer mit der Aufgabe betraute. Dieser schuf die heutige Flagge.

1907 bis 1979
1979 bis 1985
März bis Oktober 1985

## Andere Flaggen des Landes
Der Generalgouverneur, der den britischen Monarchen als Staatsoberhaupt im Lande vertritt, führt als Flagge auf blauem Grund eine Krone mit dem britischen Löwen und einem Spruchband mit dem Landesnamen.
Die Insel Bequia benutzt eine inoffizielle Flagge mit einem schwarzen Wal auf weißem Grund. Hier hatte der Walfang eine lange Tradition, die bis ins 21. Jahrhundert noch betrieben wurde.

Flagge des Generalgouverneurs